# Грицак, Павел Илькович
Грицак Павел Илькович (р. 25 апреля 1980, Киев) — украинский телевизионный и кино-продюсер, медиа-менеджер, топ-менеджер телеканалов ПАО НСТУ (НТКУ, «Первый»). Исполнительный продюсер международного песенного конкурса Евровидение на Украине (2005, 2017), генеральный продюсер организационного, творческого и технического обеспечения песенного конкурса Детское Евровидение — 2013, член административного совета Европейского вещательного союза (2005—2006). Основатель и руководитель международной компании в области коммуникаций и телевизионного производства Euromedia (с 2007).

## Биография
Закончил Национальный университет «Киево-Могилянская академия» по специальности «Политология» и Киевский национальный университет им. Тараса Шевченко по специальности «История». Также учился и получил дипломы в Университете Марии Кюри-Склодовской (Люблин, Польша), украинском институте развития фондового рынка (Учебно-методический центр Национальной комиссии по ценным бумагам и фондовому рынку, Киев, Украина).
В 1998—2001 работал телевизионным журналистом, ответственным за выпуск программ (телеканалы УТ-1 / Первый Национальный), внештатным корреспондентом газеты «Поступ».
С 2002 по 2005 — директор Дирекции международных отношений Национальной телекомпании Украины (НТКУ). Организовывал совместную работу НТКУ с международными организациями, руководил трансляцией Олимпийских игр, делегацией НТКУ на Олимпийские Игры и Чемпионат Европы по футболу 2004,
Был инициатором участия Украины в международном песенном конкурсе Евровидение. Организовывал первые трансляции украинских телепрограмм за рубежом, первую трансляцию на Украине международного песенного конкурса «Евровидение». В 2003 организовывал и руководил первым участием Украины в международном песенном конкурсе Евровидение в городе Рига (Латвия). Продюсировал Дни Европы на Украине, СПИД ТВ-марафоны и другие телевизионные события. В 2004: возглавлял украинскую делегацию на «Евровидении» в Стамбуле (Турция), где представительница Украины, Руслана, заняла 1 место с рекордным в то время количеством голосов от телезрителей и национальных жюри Европы. Благодаря этой победе Украина впервые получила право проведения конкурса в 2005 году. С 2004 по 2007 был членом наблюдательного совета «Евровидения».
В 2005 стал вице-президентом Национальной телекомпании Украины. Руководил международной деятельностью и членством НТКУ в международных организациях, в частности в Европейском Вещательном Союзе. В 2005—2006 состоял в Административном совете Европейского вещательного союза.
В 2007 основал и возглавил международную компанию Euromedia, специализирующуюся на проектах в области телевидения, шоу-бизнеса и международных спортивных событий на Украине, в Европе, странах Латинской Америки, Азербайджане, Грузии, Казахстане, а также странах Азии.
В 2013 руководил проведением на Украине Детского песенного конкурса «Евровидение 2013».
В 2016 руководил разработкой и реализацией проекта в рамках проведения Летних Олимпийских Игр 2016, заключавшегося в изготовлении и монтажа визуальных промо-носителей на 49 стадионах в Бразилии общей площадью более 500 000 квадратных метров. В 2016 соинициировал запуск первой 100 % украиноязычной радиостанции Radio1.ua. В 2016 вошел в Организационный комитет песенного конкурса Евровидение 2017. С 15 декабря 2016 был назначен заместителем гендиректора НТКУ. Он был ответственным за производство музыкальных, спортивных программ, документальных фильмов, подготовку к песенному конкурсу «Евровидение-2017», а также за коммерческую деятельность НТКУ. 6 июня 2017 года уволился с должности главного продюсера музыкальных и развлекательных программ Национальной общественной телерадиокомпании Украины (НОТУ) и стал заместителем исполнительного директора центральной дирекции НОТУ («UA: Первый») по вопросам «Евровидения».

## Продюсерская деятельность
Исполнительный продюсер «Евровидения 2005». Координировал проведение этого песенного конкурса на Украине.
В 2006—2012 работал советником управленческой команды заявки Евро 2012 со стороны Федерации футбола Украины. Соорганизатор и продюсер всеукраинского тура «Болей с лучшими» для болельщиков UEFA EURO 2012, который прошел в 11 городах страны, более 1 миллиона зрителей. Организатор концертов и прямых трансляций в официальной фан-зоне UEFA на Майдане Независимости.
Продюсировал разработку, адаптацию и производство международных, национальных и собственных телевизионных форматов: «Вышка» / «Splash» 2013; Олимпийская студия Сочи, 2014; Студия чемпионата мира по футболу, 2014; «Красота по-украински»; «Страсти по Ревизору»; «Голос» / «The Voice» 2014—2016; «Кто хочет учиться в Украине»; «Большая Сцена» / «Boyuk Sehne»; «100 песен Казахстана»; «Две звезды»; «Детективы».
Продюсер участия в конкурсе «Евровидение» представителей разных стран в период 2003—2016 годов. Среди продюсируемых исполнителей: Руслана (2004, Стамбул, Турция — 1 место), Тина Кароль (2006, Афины, Греция — 7 место), Aysel & Arash (2009, Москва, Россия — 3 место), Ell / Nikki (2011, Дюссельдорф, Германия — 1 место), Farid Mammadov (2013, Мальме, Швеция — 2 место), Мария Яремчук (2014, Копенгаген, Дания — 6 место).
В 2014—2015 был генеральным продюсером проектов в рамках Первых Европейских Игр в Баку, Азербайджан. Руководил разработкой и внедрением международной рекламной и информационной кампании на каналах CNN, BBC, Eurosport, Euronews, Canal+, ARD, ZDF и других. Возглавляемая Грицаком компания Euromedia осуществляла техническое аудиовизуальное обеспечение 21 спортивной арены, а также организацию официальных фан-зон и проведения «Эстафеты огня» в 58 городах Украины.
В 2015 был генеральным продюсером проектов в рамках XIII Европейского юношеского Олимпийского фестиваля в Тбилиси, Грузия. В 2016 году выступил продюсером производства детского игрового кино «Сказка старого мельника». Продюсер украинских кино-проектов «Джура Королевич. Сказка рыцарей», «Карпатский капкан» в сотрудничестве с Государственным агентством по вопросам кино. Период производства: 2017—2018 годы.
В 2008 — соинициатор и продюсер благотворительного концертного теле-марафона «Ты не один» для помощи пострадавшим от наводнения 2008 года, Канал 1+1, Украина. С 2009 возглавляет Молодежную общественную организацию «Европейский дом». В 2009 — соруководитель международной социальной кампанией по противодействию торговле людьми «Человек — не товар» / «Not for sale». В 2012—2013 выступил автором идеи, продюсером и руководителем проекта популяризации украинского образования за рубежом совместно с Информационно-имиджевым центром Министерства Образования и Науки Украины.